# Тяжбердинское сельское поселение
Тяжбердинское сельское поселение — сельское поселение в Алькеевском районе Татарстана.
Административный центр — село Тяжбердино.
В состав поселения входит 2 населённых пункта.

## География
Расположено в центральной части поселения. Граничит с Базарно-Матакским, Староматакским, Старохурадинским, Нижнеалькеевским, Новоургагарским сельскими поселениями.
Крупнейшая река — Вершина Актая.
Основные автодороги: 16К-0191 "Алексеевское – Базарные Матаки – Высокий Колок", Баз. Матаки – Иж-Борискино.

## Состав сельского поселения
- село Тяжбердино - 412 чел. (2010)

- дер. Среднее Биктимирово - 31 чел.

## Население
| 2010 | 2011 | 2012 | 2013 | 2014 | 2015 | 2016 |
| ---- | ---- | ---- | ---- | ---- | ---- | ---- |
| 443  | ↘441 | ↗442 | ↗448 | ↘444 | ↗455 | ↘447 |
| 2017 | 2018 |      |      |      |      |      |
| ↘442 | ↘433 |      |      |      |      |      |

## История
В советские времена здесь находился колхоз «Верхний Актай». Площадь пахотных земель 4200 га. В колхозе имелось 3 коровьих дойных стада, 1 овечье, табун молодняка лошадей, пару табунов телят. Колхоз считался середняком. На балансе колхоза имелись две пасеки по 70 и 90 ульев. Первая пасека исчезла в 1975 году. Вторая исчезла в конце 90-х.
Начальные школы были в обеих деревнях. В Тяжбердинской средней школе преподавание велось на татарском языке, в Ср. Биктимирово — на русском. Примерно с 1979 года русская школа исчезла. Оставшиеся малочисленные ученики стали ходить в школу в Тяжбердино, которая перешла на русский язык. Примерно с 2000 года в Тяжбердино стала функционировать школа восьмилетка. Это сильно сказалось на качестве подготовки выпускников школы, но к тому времени в стране это уже никому не было нужно.
Тяжбердино постоянно растет численно, Ср. Биктимирово угасает. Если в начале 70-х годов прошлого столетия в Ср. Биктимирово насчитывалось около сорока жилых домов с населением 150 человек, то сейчас всего 13 с населением порядка 30 человек. Но деревня не исчезла. Может потому, что расположена вблизи от райцентра и на асфальтированной дороге. Может, просто в ней заложен ген живучести. А сейчас уже не исчезнет. Были времена, когда в долине местной речки — притоке Актая проводились районные Сабантуи. Тогда эта земля испытывала на себе тяжесть каблуков местных и неместных, прошлых и будущих вершителей судеб района и республики. Сейчас это всё в прошлом. Может оно и к лучшему.
История деревень очень древняя. Предположительно что эти земли были топтаны ещё копытами коней Батыя и Тамерлана. Название деревени Тяжбирдено, в татарском звучание Ташбилгэ означает камень большой. Название Биктимирово дословно переводится как большое железо. Вероятно это не случайно. Геологам и археологам ещё предстоит дать ответ на этот и другие вопросы.